# 切布雷克
切布雷克是高加索、西亚、中亚、立陶宛、拉脱维亚、拉脫維亞、乌克兰、俄罗斯、东欧、土耳其、 希腊和罗马尼亚等地區流行的一種油炸酥皮盒子，里面的餡料由碎肉（牛絞肉、碎羊肉）以及洋葱製成。 